# The Family Crews
The Family Crews é um reality  show que segue a vida do ator Terry Crews, sua esposa Rebecca e sua família.